# New Line Cinema
New Line Productions, Inc., hoạt động kinh doanh với tên gọi  New Line Cinema, là xưởng sản xuất phim của Mỹ và là hãng sản xuất phim của bộ phận Warner Bros. Pictures Group của Warner Bros. Entertainment. Nó được thành lập vào năm 1967 bởi Robert Shaye với tư cách là một công ty phân phối phim độc lập, sau này trở thành xưởng phim. Nó được mua lại bởi Turner Broadcasting System vào năm 1994, Turner later merged with Time Warner (WarnerMedia from 2018 to 2022, and Warner Bros. Discovery since 2022), và New Line được hợp nhất với Warner Bros. Pictures vào năm 2008.

## Trụ sở
Canada
- Alliance Films (1989-2010)
- Warner Bros. (2010–nay)

Vương quốc Anh
- Entertainment Film Distributors (1990–2009)
- Warner Bros. (2009–nay)
- Icon Productions (The Butterfly Effect-The Butterfly Effect 2 only) (handled by Focus Features International)

Australia & New Zealand
- Village Roadshow Pictures (1997-2009)
- Warner Bros. (2010–nay)
- Icon Productions (The Butterfly Effect-The Butterfly Effect 2 only) (handled by Focus Features International)

## Danh sách phim có doanh thu cao nhất
| Thứ tự | Tên phim                                           | Năm  | Doanh thu    | Ghi chú |
| ------ | -------------------------------------------------- | ---- | ------------ | --- |
| 1      | The Lord of the Rings: The Return of the King*     | 2003 | $377,845,905 | |
| 2      | The Lord of the Rings: The Two Towers*             | 2002 | $342,551,365 | |
| 3      | It                                                 | 2017 | $327,481,748 | Phát hành bởi Warner Bros.; đồng sản xuất với Vertigo Entertainment, Lin Pictures, KatzSmith Productions và RatPac-Dune Entertainment |
| 4      | The Lord of the Rings: The Fellowship of the Ring* | 2001 | $315,544,750 | |
| 5      | The Hobbit: An Unexpected Journey                  | 2012 | $303,003,568 | Phát hành bởi Warner Bros. Pictures. hợp tác với Warner Bros và Metro-Goldwyn-Mayer Pictures.                                         |
| 6      | The Hobbit: The Desolation of Smaug                | 2013 | $258,366,855 | Phát hành bởi Warner Bros. Pictures. hợp tác với Warner Bros và Metro-Goldwyn-Mayer Pictures.                                         |
| 7      | The Hobbit: The Battle of the Five Armies          | 2014 | $253,161,689 | Phát hành bởi Warner Bros. Pictures. hợp tác với Warner Bros và Metro-Goldwyn-Mayer Pictures.                                         |
| 8      | Giờ cao điểm 2                                     | 2001 | $226,164,286 | |
| 9      | Austin Powers in Goldmember                        | 2003 | $213,307,889 | |
| 10     | Wedding Crashers                                   | 2005 | $209,255,921 | |
| 11     | Austin Powers: The Spy Who Shagged Me              | 1999 | $206,040,086 | |
| 12     | Elf                                                | 2003 | $173,398,518 | |
| 13     | Straight Outta Compton                             | 2015 | $161,197,785 | Phát hành bởi Universal Pictures; đồng sản xuất với Legendary Pictures                                                                |
| 14     | San Andreas                                        | 2015 | $155,190,832 | Phát hành bởi Warner Bros.; đồng sản xuất với Village Roadshow Pictures và RatPac-Dune Entertainment                                  |
| 15     | Sex and the City                                   | 2008 | $152,647,258 | Phát hành bởi Warner Bros.; đồng sản xuất với HBO Films                                                                               |
| 16     | We're the Millers                                  | 2013 | $150,394,119 | Phát hành bởi Warner Bros. |
| 17     | Giờ cao điểm                                       | 1998 | $141,186,864 | |
| 18     | Giờ cao điểm 3                                     | 2007 | $140,125,968 | |
| 19     | The Conjuring                                      | 2013 | $137,400,141 | Phát hành bởi Warner Bros. |
| 20     | Teenage Mutant Ninja Turtles                       | 1990 | $135,265,915 | |
| 21     | Central Intelligence                               | 2016 | $127,440,871 | Phát hành bởi Warner Bros. |
| 22     | Dumb and Dumber                                    | 1994 | $127,175,374 | |
| 23     | Mr. Deeds                                          | 2002 | $126,293,452 | Phát hành bởi Columbia Pictures |
| 24     | The Mask                                           | 1994 | $119,938,730 | |
| 25     | Hairspray                                          | 2007 | $118,871,849 | |

* Bao gồm cả những lần công chiếu lại.